# James Hamilton (1er duc d'Abercorn)
Pour les articles homonymes, voir James Hamilton et Hamilton.
James Hamilton, 1er duc d'Abercorn (21 janvier 1811 - 31 octobre 1885) appelé « vicomte Hamilton » (1814-1818) puis « marquis d'Abercorn » (1818-1868) est un homme politique et pair britannique.

## Biographie

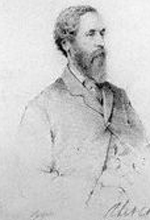
Portrait de James Hamilton

### Début de carrière
Né à Seymour Place, Mayfair, Abercorn est le fils de James Hamilton († 1814), vicomte Hamilton, qui est mort quand son fils n'a que trois ans. Son père est le fils aîné de John Hamilton, 1er marquis d'Abercorn. Sa mère est Harriet Douglas, seconde fille de l'honorable John Douglas. Il fait ses études à Harrow School et le Christ Church College, Oxford. En 1818, il succède à son grand-père dans ses titres. Il reçoit un doctorat honorifique en droit civil par l'université d'Oxford en 1856.

### Carrière politique
En 1844, Lord Abercorn est fait chevalier de la Jarretière à l'âge relativement jeune de 33 ans. Il devient, cette même année, lord-lieutenant de Donegal. Deux ans plus tard, il est nommé au Conseil privé et devient Groom of the Stole du prince Albert. Il demeure une figure de premier plan à la cour royale durant les deux décennies suivantes.
En 1866, il est nommé lord-lieutenant d'Irlande, et deux ans plus tard est créé marquis de Hamilton (dans la pairie du Royaume-Uni) et duc d'Abercorn (dans la pairie d'Irlande). Il démissionne peu après que William Ewart Gladstone ait remporté le scrutin général de 1868. Il est renommé à ce poste en 1874, et y reste jusqu'à sa démission en 1876, qui serait due, en partie, à la mauvaise santé de sa femme. Il est également Grand Maître des francs-maçons (d'Irlande) de 1874 à sa mort.
Le 2 mars 1878, Abercorn est envoyé extraordinaire pour l'investiture du roi Humbert Ier d'Italie dans l'ordre de la Jarretière. Il est élu chancelier de l'Université d'Irlande en 1881, et meurt quatre ans plus tard à son domicile de Baronscourt, comté de Tyrone.
Il est remplacé par son fils aîné, James. La duchesse d'Abercorn meurt en mars 1905, âgée de 92 ans. Par son fils, le 2e duc, Abercorn est l'arrière-arrière-arrière-grand-père de Diana, princesse de Galles. Par sa fille, lady Louise, Abercorn est l'arrière-grand-père de Son Altesse Royale la princesse Alice, duchesse de Gloucester et l'arrière-arrière-grand-père de Sarah Ferguson, duchesse d'York.

### Famille et descendance
Abercorn épouse Lady Jane Louise, seconde fille de John Russell (6e duc de Bedford), en 1832. Ils ont quatorze enfants, dont un seul mourut en bas âge :
- Lady Harriet Georgiana Louisa Hamilton (1834-1913), mariée en 1855 à Thomas Anson 2e comte de Lichfield. Ils ont eu huit fils et cinq filles ;
- Lady Beatrix Frances Hamilton (1835-1871), mariée en 1854 à George Frederick D'Arcy Lambton, 2e comte de Durham ;
- Lady Louisa Jane Hamilton (1836-1912), mariée en 1859 à William Montagu-Douglas-Scott, 6e duc de Buccleuch ;
- Lady Katherine Elizabeth Hamilton (v. 1838-1874), mariée en 1858 à William Edgcumbe (4e comte de Mount Edgcumbe) ;
- James Hamilton (1838-1913), 2e duc d'Abercorn ;
- Lady Georgiana Susan Hamilton (1841-1913), mariée en 1882 à Edward Turnour, 5e comte Winterton ;
- Lord Claud Hamilton (1843-1925) ;
- Lord George Francis Hamilton (1845-1927), homme politique ;
- Lady Albertha Frances Anne Hamilton (1847-1932), mariée en 1869 à George Spencer-Churchill (8e duc de Marlborough). Le mariage est annulé en 1883 ;
- Lord Ronald Douglas Hamilton (1849-1867) ;
- Lady Maud Evelyn Hamilton (1850-1932), mariée en 1869 à Henry Petty-Fitzmaurice (5e marquis de Lansdowne) ;
- Lord Cosmo Hamilton (1853-1853), le même jour ;
- Lord Frederick Spencer Hamilton (1856-1928) ;
- Lord Ernest Hamilton (1858-1939).